# Harriet van Ettekoven
Harriet van Ettekoven (* 6. Januar 1961 in Zandvoort) ist eine ehemalige niederländische Ruderin. Sie trat bei drei Olympischen Spielen in vier Wettbewerben an, gewann eine Bronzemedaille und war dreimal Vierte.

## Sportliche Karriere
Die 1,80 m große Harriet van Ettekoven belegte 1983 zusammen mit Lynda Cornet den achten Platz im Zweier ohne Steuerfrau bei den Weltmeisterschaften in Duisburg. Von den sieben Booten, die in Duisburg vor den Niederländerinnen lagen, waren die Zweier aus der DDR, aus der Sowjetunion und aus Bulgarien wegen des Olympiaboykotts ein Jahr später nicht bei den Olympischen Spielen in Los Angeles am Start. Insgesamt traten nur sechs Zweier in Los Angeles an, Harriet van Ettekoven und Lynda Cornet ruderten dreieinhalb Sekunden hinter dem drittplatzierten Boot aus der Bundesrepublik Deutschland über die Ziellinie und waren damit Olympiavierte. Auch im Achter traten nur sechs Boote an. Im Achter der Niederlande saßen die Crews aus dem Zweier, dem Doppelzweier und dem Vierer mit Steuerfrau. Die Niederländerinnen gewannen die Bronzemedaille hinter den Booten aus den Vereinigten Staaten und aus Rumänien mit 0,7 Sekunden Vorsprung vor den Kanadierinnen.
1985 trat Harriet van Ettekoven bei den Weltmeisterschaften in Mechelen im Doppelvierer an und belegte den sechsten Platz. 1986 in Nottingham folgte der elfte Platz im Einer, 1987 in Kopenhagen war sie zusammen mit Greet Hellemans Neunte im Zweier ohne Steuerfrau. Bei den Olympischen Spielen 1988 in Seoul trat sie im Einer an. Im Vorlauf belegte sie den dritten Platz hinter Jutta Behrendt aus der DDR und der Rumänin Mărioara Popescu. Auch im Halbfinale war die Niederländerin Dritte, diesmal hinter Jutta Behrendt und hinter Anne Marden aus den Vereinigten Staaten. Im Finale siegte Behrendt vor Marden und der Bulgarin Magdalena Georgiewa. Mit dreieinhalb Sekunden Rückstand auf die Bulgarin belegte Harriet van Ettekoven den vierten Platz.
Bei den Weltmeisterschaften 1989 in Bled war sie Fünfte im Einer, 1990 in Tasmanien erreichte sie den vierten Platz und 1991 in Wien war sie Siebte. 1992 wechselte sie in den Doppelvierer. Laurien Vermulst, Marjan Pentenga, Anita Meiland und Harriet van Ettekoven belegten im Vorlauf den dritten Platz hinter den Deutschen und den Rumäninnen. Im Hoffnungslauf erreichten die Niederländerinnen als Zweite hinter dem Boot aus den Vereinigten Staaten das Ziel. Im Finale siegten die Deutschen vor den Rumäninnen und dem Boot aus dem Vereinten Team. Sieben Sekunden dahinter erreichten die Niederländerinnen mit einer Viertelsekunde Vorsprung vor dem US-Boot das Ziel als Vierte.